# Goðafoss
Goðafoss (dall'islandese: "cascata degli dèi")  è una delle cascate più note e spettacolari d'Islanda, situata nel nord dell'isola, all'inizio della strada Sprengisandur. Le acque del fiume Skjálfandafljót cadono per circa 12 metri su una larghezza di ca.30 m.

## Etimologia
Il nome di questa cascata deriva da una leggenda secondo la quale, nell'anno 999 o 1000, il Lögsögumaður Þorgeir Ljósvetningagoði fece del Cristianesimo la religione ufficiale dell'Islanda. Dopo questa conversione si dice che - tornando dall'Alþingi - Þorgeirr gettò le sue statue degli dèi nordici nella cascata. La storia di Þorgeirr è conservata nell'opera di Ari Þorgilsson Íslendingabók.
Una vetrata della chiesa di Akureyri (Akureyrarkirkja Archiviato il 28 settembre 2007 in Internet Archive.) ricorda questa leggenda.
Probabilmente il nome "cascata degli dei" era già usato antecedentemente, si narra infatti che gli antichi abitanti dell'Islanda la considerassero sacra poiché nei tre getti principali vedevano rappresentata la sacra triade: Odino, Thor e Freyr.
Come le altre grandi cascate islandesi, anche questa diede il proprio nome alle prime navi della nascente marina mercantile islandese nella seconda metà del XIX secolo.
Akureyri si trova a qualche decina di chilometri a ovest della cascata, mentre il lago Mývatn si trova ad una cinquantina di km a est.
Húsavík si trova a una cinquantina di km più a nord.

## Galleria d'immagini

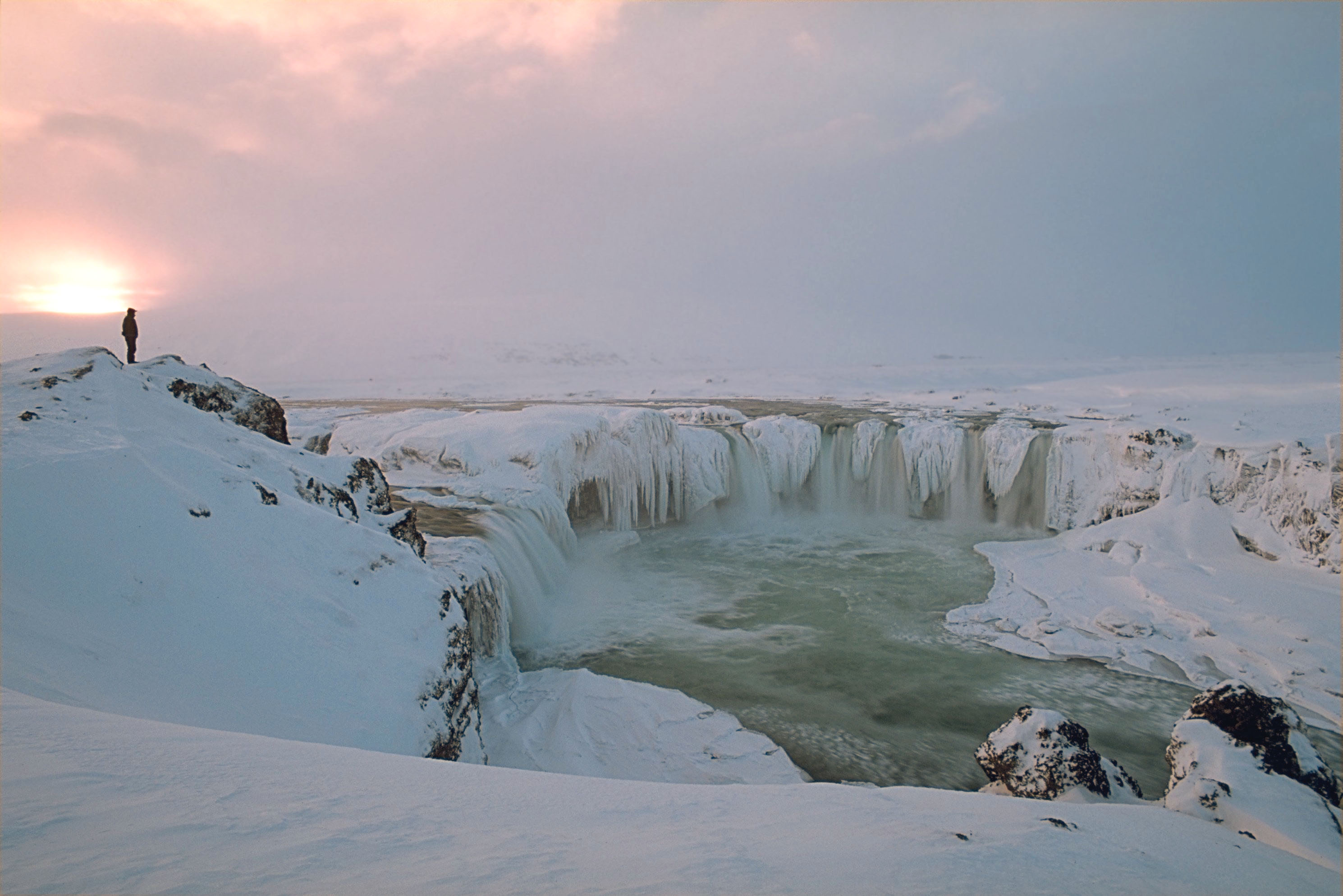
Goðafoss in inverno
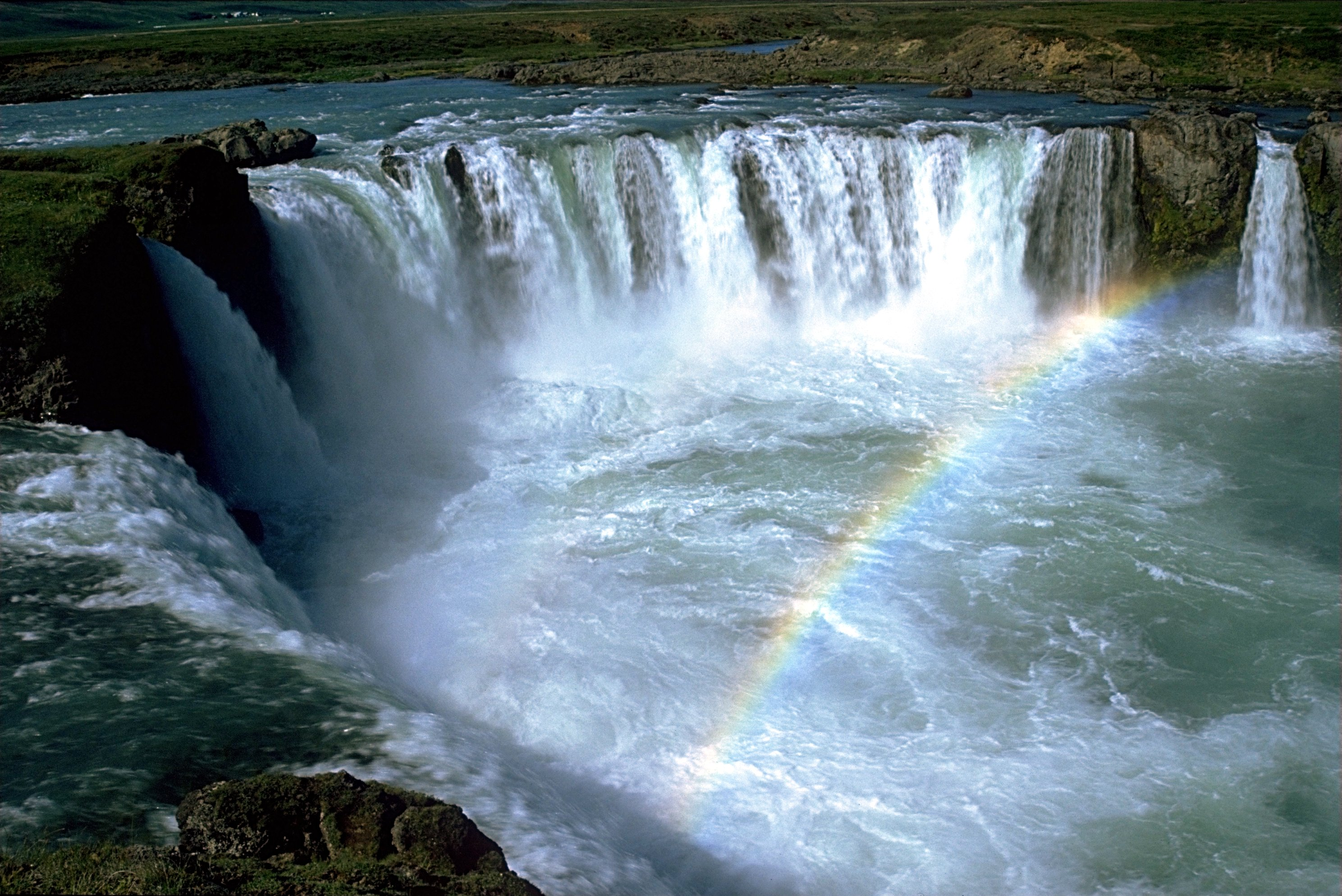
Goðafoss vista dalla riva a est.
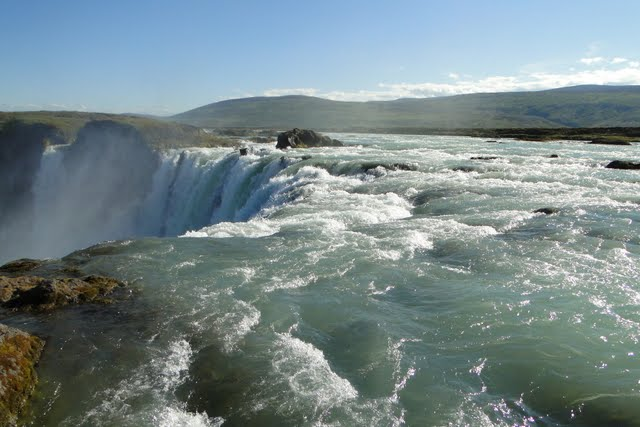
Linea di goccia d'acqua